# 戦う男
「戦う男」（たたかうおとこ）は、エレファントカシマシの14枚目のシングル。1997年3月14日にポニーキャニオンよりリリース。規格品番はPCDA-00959。廃盤。

## 解説
- 前作よりわずか1ヶ月という早さでのリリース。

## 収録曲
1. 戦う男 (3:34)
（作詞・作曲・編曲：宮本浩次）
キリン「JIVE 」CMソング
2. 遠い浜辺 (3:44)
（作詞・作曲：ガンダーラコンビネーション（石森敏行・宮本浩次）　編曲：宮本浩次・佐久間正英）
3. 戦う男（オリジナル・カラオケ） (3:34)